# Морган (окръг, Тенеси)
Вижте пояснителната страница за други значения на Морган.
Окръг Морган (на английски: Morgan County) е окръг в щата Тенеси, Съединени американски щати. Площта му е 1352 km², а населението – 19 757 души (2000). Административен център е град Уортбърг.